# Tezu
Tezu là một thị trấn thống kê (census town) của quận Lohit thuộc bang Arunachal Pradesh, Ấn Độ.

## Địa lý
Tezu có vị trí 27°55′B 96°10′Đ / 27,92°B 96,17°Đ Nó có độ cao trung bình là 185 mét (606 feet).

## Nhân khẩu
Theo điều tra dân số năm 2001 của Ấn Độ, Tezu có dân số 15.014 người. Phái nam chiếm 55% tổng số dân và phái nữ chiếm 45%. Tezu có tỷ lệ 68% biết đọc biết viết, cao hơn tỷ lệ trung bình toàn quốc là 59,5%: tỷ lệ cho phái nam là 74%, và tỷ lệ cho phái nữ là 61%. Tại Tezu, 15% dân số nhỏ hơn 6 tuổi.